# Itajubá
Itajubá é um município brasileiro no estado de Minas Gerais, Região Sudeste do país. Localiza-se no sul mineiro. Sua população em julho de 2024, segundo a estimativa do Instituto Brasileiro de Geografia e Estatística (IBGE), era de 96 632 habitantes.

## História

### Primórdios
O povoamento de origem europeia da região de Itajubá começou em fins do século XVII, quando Borba Gato e outros bandeirantes descobriram ouro na região. O apetite dos bandeirantes por ouro, pedras preciosas e escravos índios levou à formação de diversos povoados no sul do atual estado de Minas Gerais. Entre os bandeirantes, estava Miguel Garcia Velho, fundador da primitiva Itagybá. Garcia Velho, durante a corrida às pedras preciosas, descobriu as Minas de Nossa Senhora da Soledade do Itagybá, hoje cidade e município de Delfim Moreira, núcleo inicial da atual cidade de Itajubá. O povoado chamou-se Soledade do Itagybá. Em 1703, nas imediações de Passa Quatro, Miguel seguiu pelos vales de Bocaina, afastando-se, pois, da rota já trilhada por outros exploradores, a qual ia dar no Rio Verde e em Baependi. Transpôs a Serra dos Marins e o Planalto do Capivari, no qual descobriu ouro em pequena quantidade. No Córrego Alegre e nas águas do Rio Tabuão, encontrou maiores indícios de ouro. Pretendia alcançar a Serra de Cubatão, mas a Mina do Itagybá foi a que mais o seduziu e onde permaneceu por mais tempo, dando início ao povoado.[carece de fontes?]

### Declínio do ouro
O garimpo nas minas de Itagybá foi efêmero. As catas e as gupiaras não compensavam o trabalho e não correspondiam à sede de riquezas de Miguel Garcia Velho e seus companheiros. Os bandeirantes se retiraram, e quem ficou no povoado tratou de se arranjar com a agricultura e a pecuária. Povo laborioso, mas de minguados recursos, o arraial em desfavorável localização, e a Soledade do Itagybá não prosperou. E a história da nova cidade de Itajubá começou na Soledade do Itagybá do sargento-mor Miguel Garcia Velho.[carece de fontes?]
A freguesia de Nossa Senhora da Soledade do Itagybá (atual cidade e município de Delfim Moreira), já nos meados do século XVIII, se encontrava sobremaneira abalada em seus recursos econômicos e sua vida social com a paralisação das atividades auríferas. Os aventureiros que, depois de Garcia Velho, lá estiveram, logo abandonaram aquelas minas. Os poucos habitantes do povoado, desde então, nem mais pensavam em ouro, que já não dava pão e comida a ninguém, de tão raro que ficou.[carece de fontes?]

### Padre Lourenço da Costa Moreira
Com a morte do pároco Padre Joaquim José Ferreira, ocorrida em princípios de 1817, o arraial de Nossa Senhora da Soledade do Itagybá (atual Delfim Moreira) só se daria mais de um ano depois com o novo vigário, padre Lourenço da Costa Moreira, através da nomeação real de Dom João VI.[carece de fontes?]
O vigário vinha acompanhado de seus escravos, da senhora Dona Inês de Castro Silva, do Domiciano, menino de cinco anos, e de Delminda, de dois, os quais estavam sob os cuidados de zelosas mucamas de sua comitiva.[carece de fontes?]
Dois meses depois de sua chegada à Freguesia de Nossa Senhora da Soledade do Itagybá (atual Delfim Moreira), o padre Lourenço da Costa Moreira, durante a missa conventual, usou a tribuna sagrada para expor aos seus paroquianos que a má localização da aldeia não era favorável ao desenvolvimento e, do púlpito, convidou seus paroquianos a descerem a serra, rumo ao Rio Sapucaí, à procura de um lugar aprazível e bom, no qual se pudesse construir a nova sede da Freguesia. Permaneceria ali a capela de Nossa Senhora da Soledade.[carece de fontes?]

### Fundação
Na noite de 17 de março de 1819, reuniu o vigário, na Igreja Matriz, todos os fiéis que o seguiriam. Na manhã do dia seguinte, após a missa, a caravana rumou para as bandas do Rio Sapucaí. Eram os pioneiros da nova matriz, que marchavam com a missão de fundar a "nova Itajubá". No dia seguinte, rumando todos para o alto do Morro Ibitira, o vigário se deslumbrou com o que viu. Não era preciso prosseguir a viagem. O local onde estavam lhe parecera excelente para a fundação do novo povoado e a sede da freguesia. Ali, em meio à clareira aberta pelos desbravadores, foi construído um altar e o cruzeiro onde o padre Lourenço da Costa Moreira celebrou a primeira missa. Foi nesse altar erguido exatamente onde hoje se encontra a matriz da paróquia de Nossa Senhora da Soledade, que nasceu, em 19 de março de 1819, a atual cidade de Itajubá. Inicialmente, esta foi denominada Povoado de Boa Vista.
Em 1848, o povoado passou a vila, com o nome de Boa Vista de Itajubá. A partir daí, foi criado o município. Em 1911, o município já se chamava simplesmente Itajubá. Antes mesmo da abolição da escravatura em 1888, todos os fazendeiros da região libertaram, de comum acordo, os escravos da região.
Itajubá é conhecida no cenário nacional por sua contribuição ao desenvolvimento do país. Nela se instalou em 23 de novembro de 1913 a Escola de Engenharia que hoje se tornou a Universidade Federal de Itajubá. Grandes nomes saíram de suas tradicionais famílias, ou dos bancos da hoje UNIFEI, para servir o pais, como o Presidente da República Wenceslau Braz Pereira Gomes, o Vice Presidente da República Aureliano Chaves, vários Deputados Estaduais e Federais, entre eles, o ex-governador do Distrito Federal, José Roberto Arruda, Theodomiro Santiago, Luiz Fernando de Azevedo, Euclides Cintra, Laudelino Augusto dos Santos, Ulysses Gomes e muitos outros. Vários são os ex-alunos da atual UNIFEI lembrados e também associados a Itajubá por várias razões, entre elas o sucesso profissional, a contribuição para o país ou envolvimento político.
Vital Brazil viveu sua primeira infância entre as cidades de Campanha e Itajubá, entre 1865 e 1872.

### Enchentes
A cidade de Itajubá já enfrentou diversas enchentes, nos anos de 1874, 1881, 1905, 1919, 1929, 1936, 1940, 1945, 1957, 1962, 1979, 1991 e em janeiro de 2000, sendo a última uma das mais severas. Em 12 de janeiro de 2011, houve mais uma enchente na cidade. Para auxiliar a população no monitoramento dos rios, a loja A Mineira disponibiliza em seu site imagens feitas com web cam do Rio Sapucaí, na Ponte P4, e do Ribeirão José Pereira, na Av. BPS, atualizadas periodicamente.

### Edifícios históricos

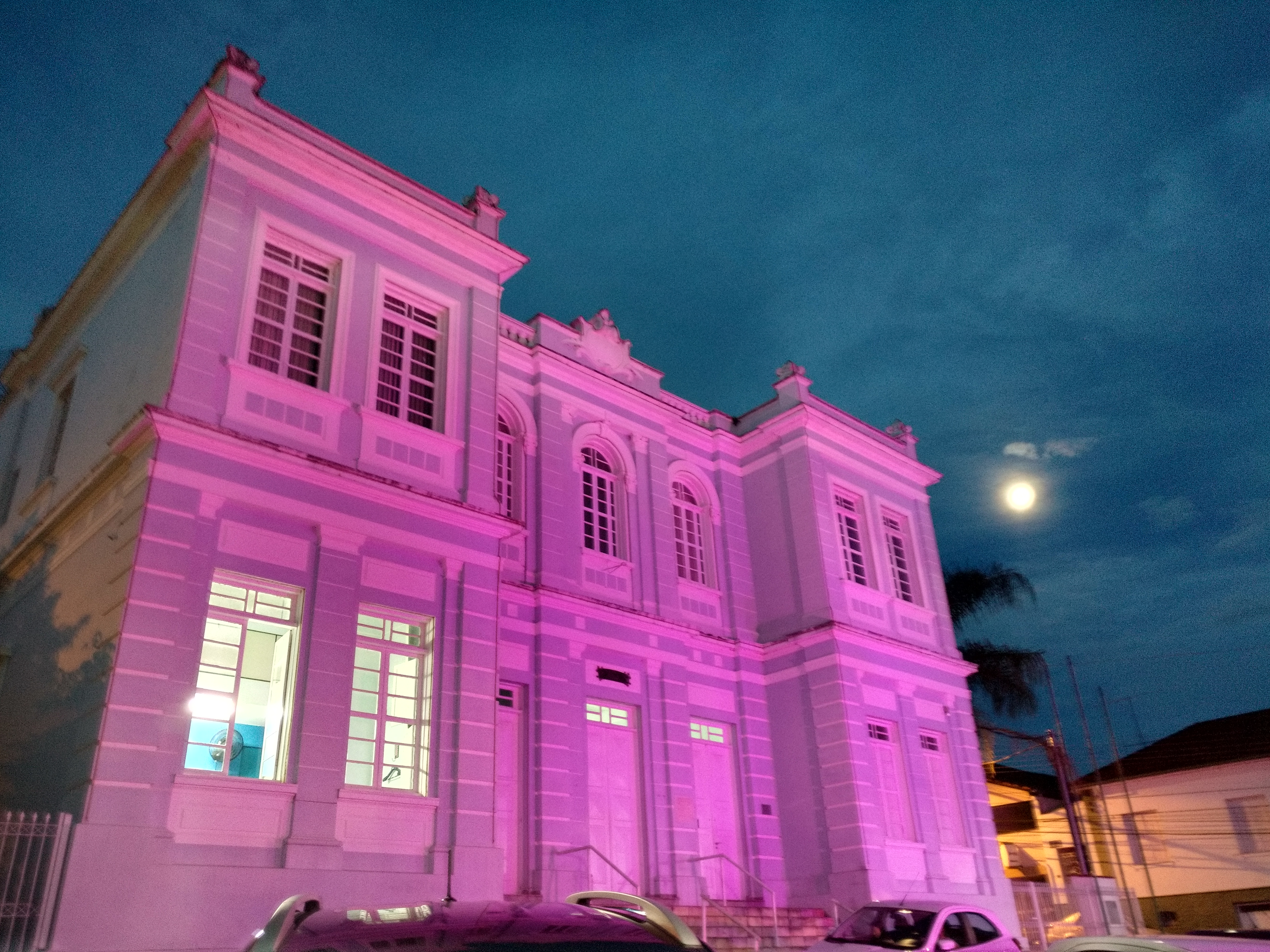
Câmara de Itajubá

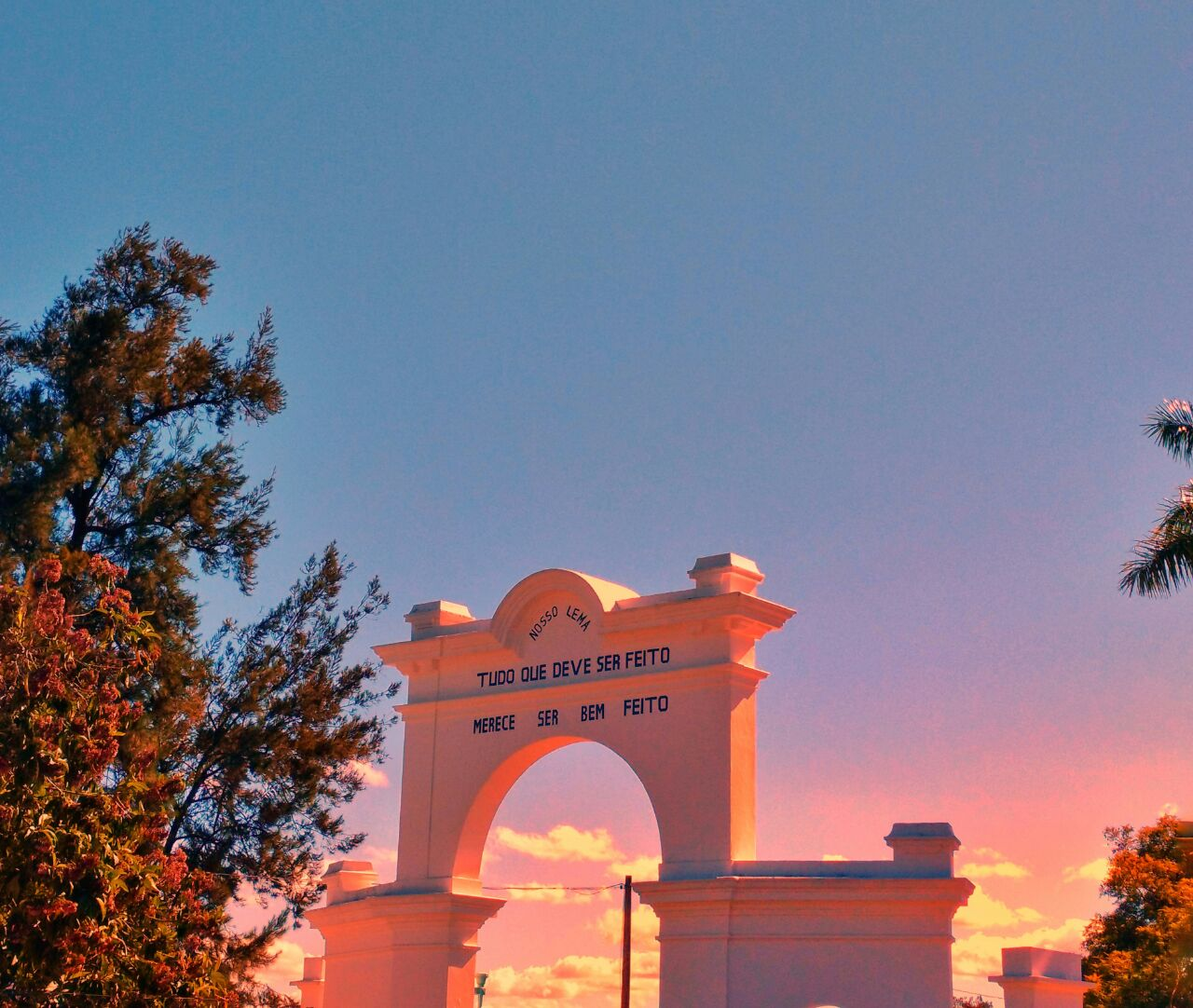
Quartel-sede do Quarto Batalhão de Engenharia e Combate

Há na cidade diversos prédios históricos, entre eles: A Casa Rosada, antiga residência do presidente da República, Wenceslau Brás; o quartel-sede do Quarto Batalhão de Engenharia e Combate, o edifício da Fundação Teodomiro Santiago, o prédio da antiga Estação Ferroviária, o prédio da Escola Estadual Coronel Carneiro Junior, o prédio da Agência Companhia Energética de Minas Gerais, o prédio da Santa Casa de Misericórdia de Itajubá, o prédio do Club Itajubense, o prédio da Câmara Municipal, o prédio do Grande Hotel de Itajubá, o Palacete Isaltino Faria (ao lado do Banco do Brasil), parte da construção da antiga Companhia Industrial Sul Mineira (Fábrica Codorna), o prédio do atual Banco Santander (Antigo Banco de Itajubá, no calçadão da cidade), a casa de máquinas da Pequena Central Hidrelétrica Luiz Dias, dentre outros.[carece de fontes?]

### Pequena Central Hidrelétrica Luiz Dias

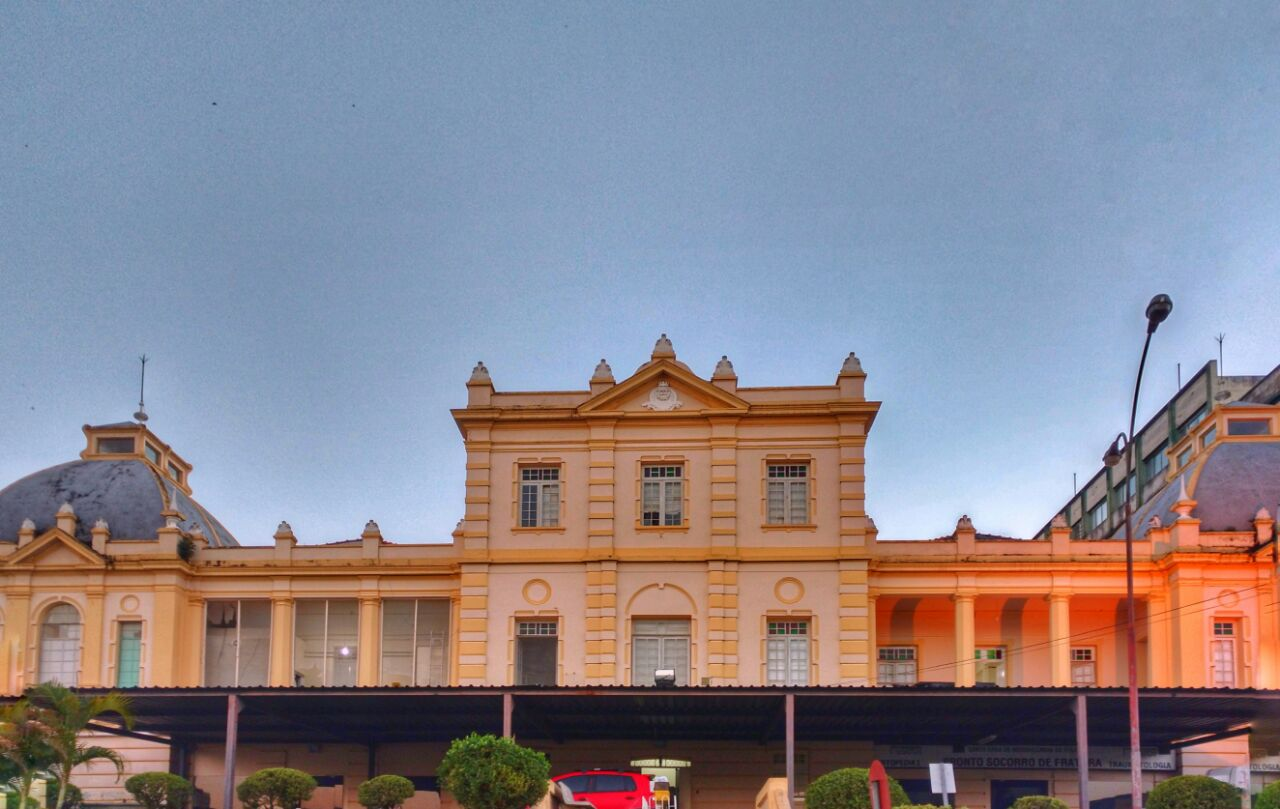
Prédio da Santa Casa de Misericórdia de Itajubá

A Pequena Central Hidrelétrica Luiz Dias localiza-se em Itajubá e foi inaugurada em 1914. Foi a segunda usina desse porte a ser instalada no sul do estado de Minas Gerais. A central pertenceu à Companhia Industrial Sul Mineira, à Companhia Industrial Força e Luz, à Companhia Sul Mineira de Eletricidade e atualmente é propriedade da Companhia Energética de Minas Gerais.

## Geografia
O município é constituído pelos distritos da sede e de Lourenço Velho. Faz divisa com os municípios de São José do Alegre, Maria da Fé, Wenceslau Braz, Piranguçu, Piranguinho e Delfim Moreira. Seu território pertence à bacia hidrográfica do rio Sapucaí e a sede encontra-se na latitude 22° 26’ Sul e longitude 45°27’ Oeste.
De acordo com a divisão regional vigente desde 2017, instituída pelo IBGE, o município está localizado na Região Geográfica Imediata de Itajubá, pertencente à Região Geográfica Intermediária de Pouso Alegre. Até então, com a vigência das divisões em microrregiões e mesorregiões, fazia parte da microrregião de Itajubá, que por sua vez estava incluída na mesorregião do Sul e Sudoeste de Minas.

### Relevo
Sua altitude varia de 845 metros, na cota do rio Sapucaí a 1 915 metros, na Pedra de Santa Rita. Apresenta um relevo predominantemente montanhoso, com superfície montanhosa de 78 por cento, ondulada de doze por cento e plana de dez por cento. O solo predominante é o latossolo vermelho-escuro distrófico.[carece de fontes?]

### Hidrografia
Itajubá pertence à bacia do rio Sapucaí. Além deste, possui outros rios de importância como o rio Lourenço Velho e os ribeirões Anhumas, Zé Pereira,  Piranguçu e Água Preta.[carece de fontes?]

### Saneamento
Em 2010, o esgoto de 98% dos domicílios urbanos e de 46% dos domicílios rurais era destinado à rede geral de esgoto ou pluvial.

### Clima
Situado nos limites meridionais do clima temperado, sob influência da elevada altitude da região, o clima de Itajubá é do tipo temperado, com oscilações bruscas de temperatura e predominância de ventos NE. Índice pluviométrico é 1 420 milímetros (mm) ao ano, chegando ao maior nível nos meses de dezembro e janeiro. A temperatura média anual é de 19,5 °C, com máxima média anual de 26 °C e a mínima de 13 °C. Há registros que indicam queda de neve na cidade no século XX. São comum geadas nos meses mais frios.
De acordo com dados do Instituto Nacional de Meteorologia (INMET), referentes ao período de 1931 a 1968 a menor temperatura registrada em Itajubá foi de −1,2 °C em 22 de junho de 1933 e a maior atingiu 36,7 °C em 7 de outubro de 1946. Dados mais recentes da estação meteorológica da Universidade Federal de Itajubá a partir de abril de 2010 indicaram que a menor temperatura foi de 0,3 °C em 20 de julho de 2021 e a maior de 35,7 °C em quatro ocasiões, duas em outubro de 2014 (nos dias 15 e 19) e as outras duas em janeiro de 2015 (dias 18 e 19); a maior rajada de vento alcançou 156,5 km/h em 6 de novembro de 2015.
| Dados climatológicos para Itajubá | Dados climatológicos para Itajubá | Dados climatológicos para Itajubá | Dados climatológicos para Itajubá | Dados climatológicos para Itajubá | Dados climatológicos para Itajubá | Dados climatológicos para Itajubá | Dados climatológicos para Itajubá | Dados climatológicos para Itajubá | Dados climatológicos para Itajubá | Dados climatológicos para Itajubá | Dados climatológicos para Itajubá | Dados climatológicos para Itajubá | Dados climatológicos para Itajubá |
| Mês | Jan                               | Fev                               | Mar                               | Abr                               | Mai                               | Jun                               | Jul                               | Ago                               | Set                               | Out                               | Nov                               | Dez                               | Ano                               |
| --- | --------------------------------- | --------------------------------- | --------------------------------- | --------------------------------- | --------------------------------- | --------------------------------- | --------------------------------- | --------------------------------- | --------------------------------- | --------------------------------- | --------------------------------- | --------------------------------- | --------------------------------- |
| Temperatura máxima recorde (°C) | 35,7                              | 35,2                              | 34,2                              | 33                                | 31,6                              | 28,8                              | 30,4                              | 34,2                              | 35,7                              | 36,7                              | 36,2                              | 35,6                              | 36,7                              |
| Temperatura máxima média (°C) | 27,8                              | 27,9                              | 27,5                              | 26,1                              | 24,3                              | 23,3                              | 23,2                              | 25,2                              | 26,1                              | 26,6                              | 26,8                              | 27                                | 26                                |
| Temperatura média (°C) | 22,2                              | 22,3                              | 21,6                              | 19,8                              | 17,3                              | 15,9                              | 15,5                              | 17,3                              | 19                                | 20,4                              | 21                                | 21,4                              | 19,5                              |
| Temperatura mínima média (°C) | 16,7                              | 16,7                              | 15,8                              | 13,5                              | 10,3                              | 8,5                               | 7,8                               | 9,4                               | 12                                | 14,2                              | 15,3                              | 15,9                              | 13                                |
| Temperatura mínima recorde (°C) | 10,4                              | 9,8                               | 8,8                               | 4                                 | 2                                 | −1,2                              | 0,2                               | 1,2                               | 0,8                               | 3,6                               | 5,4                               | 9,8                               | −1,2                              |
| Precipitação (mm) | 246,3                             | 167,3                             | 151,2                             | 68,5                              | 64,6                              | 36,6                              | 27,8                              | 37,1                              | 83,9                              | 131,9                             | 167,7                             | 237,4                             | 1 420,7                           |
| Fonte: Climate-Data.org (médias de temperatura) e Empresa Brasileira de Pesquisa Agropecuária (EMBRAPA) (médias de precipitação)                                              |                                   |                                   |                                   |                                   |                                   |                                   |                                   |                                   |                                   |                                   |                                   |                                   |                                   |
| Fonte 2: Instituto Nacional de Meteorologia (INMET) (recordes de temperatura de 1931 a 1968) e Universidade Federal de Itajubá (recordes de temperatura: 01/04/2010-presente) |                                   |                                   |                                   |                                   |                                   |                                   |                                   |                                   |                                   |                                   |                                   |                                   |                                   |

### Flora e fauna
É formada por vestígios de mata atlântica com espécies como: jatobá, angico, jacaré, peroba, ipê, carqueja, sete–sangrias e taiuiá.[carece de fontes?]
Possui áreas de floresta subcaducifólia latifoliada tropical e de floresta subcaducifólia subtropical de araucária. Encontramos as seguintes espécies nesta vegetação: amoreira, canela, canjerana, cedro, guatambu, jatobá, jequitibá, maçaranduba, copaíba, peroba-rosa, sassafrás.[carece de fontes?]
Há uma grande variedade da fauna silvestre. Algumas espécies de aves encontradas na região são: bem-te-vi, fogo-apagou, juriti, maritaca, pica-pauzinho, risadinha, rolinha, sabiá-amarelo, sanhaço,  tiê-preto e o tucano. Há cobras como: a falsa-coral, cascavel, jararacuçu, sucuri e urutu. Também encontram-se mamíferos como: cachorro-do-mato, capivara, cutia, gambá, jaguatirica, lebre, lontra, macaco-prego, morcego-frutífero, ouriço, paca, rato-do-mato, suçuarana, veado-mateiro e o tatu.[carece de fontes?]

### Cachoeiras
Na cidade, encontram-se diversas cachoeiras, como a da Serra dos Toledos; a Cachoeira da Estância; Cachoeira da Pedra Vermelha; Cachoeira do Ano Bom, Cachoeira Grande, Cachoeira dos Pilões e Cachoeira da Peroba.[carece de fontes?]

## Demografia
A população recenseada em 2022, de acordo com o Instituto Brasileiro de Geografia e Estatística, era de 93 073 habitantes, dos quais 47 521 (51,06%) eram mulheres e 45 552 (48,94%) homens. O índice de desenvolvimento humano do município foi calculado em 0,815. Possui uma população predominantemente urbana, com 92 por cento dos habitantes vivendo em sua região urbana e oito por cento habitando a zona rural. Seus índices de crescimento vegetativo são baixos, ficando em torno de 1,3% ao ano. Há uma grande população estudantil, principalmente em cursos de graduação e pós-graduação oferecidos pelas faculdades abrigadas na cidade. A cidade conta com muitas escolas profissionalizantes, possuindo, assim, muita mão de obra especializada.[carece de fontes?]
Em julho de 2024 sua população foi estimada em 96 632 habitantes.

### Evolução populacional
- 1991 - 75 014
- 1996 - 79 569
- 2000 - 84 135
- 2007 - 86 673
- 2009 - 90 225
- 2010 - 90 679
- 2011 - 91 158
- 2012 - 91 643
- 2013 - 94 940
- 2014 - 95 491
- 2015 - 96 020
- 2016 - 96 523
- 2017 - 97 000

### Etnias
Em 2022 residiam em Itajubá 93 073 pessoas, das quais 65 585 eram brancas, 22 017 pardas, 5 233 pretas, 199 amarelas e 34 indígenas.
| Branca   | 70,47% |
| Parda    | 23,66% |
| Preta    | 5,62%  |
| Amarela  | 0,21%  |
| Indígena | 0,04%  |

Em 2010 a expectativa de vida era de 78,0 anos.

## Topônimo e etimologia

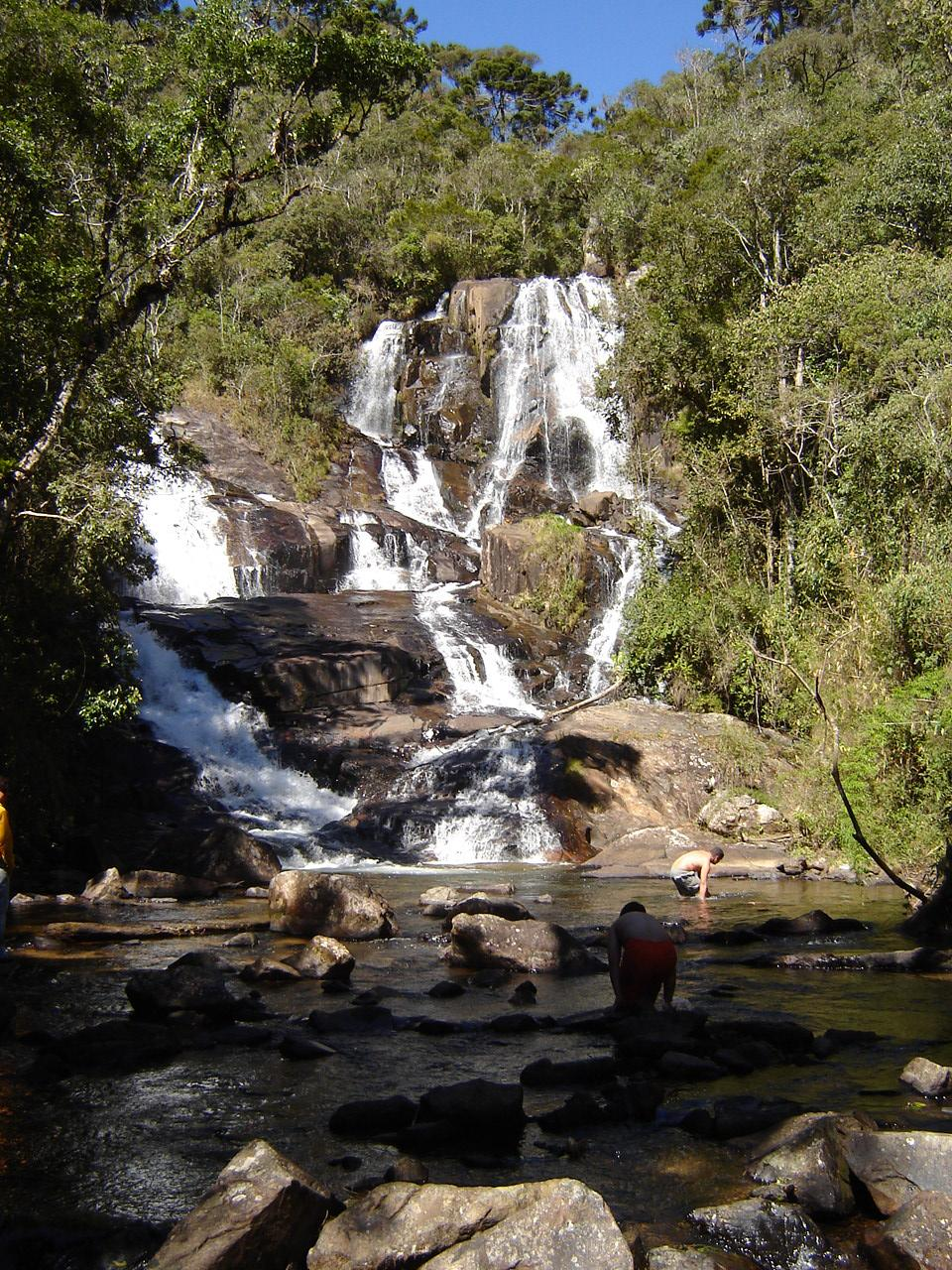
"Cachoeira do Itagybá" em Delfim Moreira (Minas Gerais), origem do nome da cidade de Itajubá.

O nome Itajubá provém da palavra Itagybá, que em tupi-guarani significa, “Rio das pedras que do alto cai”, que se refere a uma cascata, a Cachoeira do Itagybá.
Itagybá foi dado em alusão à cachoeira junto às minas de Miguel Garcia Velho, sugerido por seus companheiros de expedição.
Devido a uma confusão com outra palavra semelhante, itajuba (com a tônica no – jú), muitos acreditam que Itajubá significa pedra amarela.

## Statusjurídico
É sede de comarca com quatro varas, sendo três de competência cível, uma de competência Criminal e da Infância e juventude, e uma Unidade jurisdicional do Juizado especial. Sua jurisdição se estende aos municípios de Delfim Moreira, Marmelópolis, Piranguçu e Wenceslau Braz.[carece de fontes?]

## Rodovias

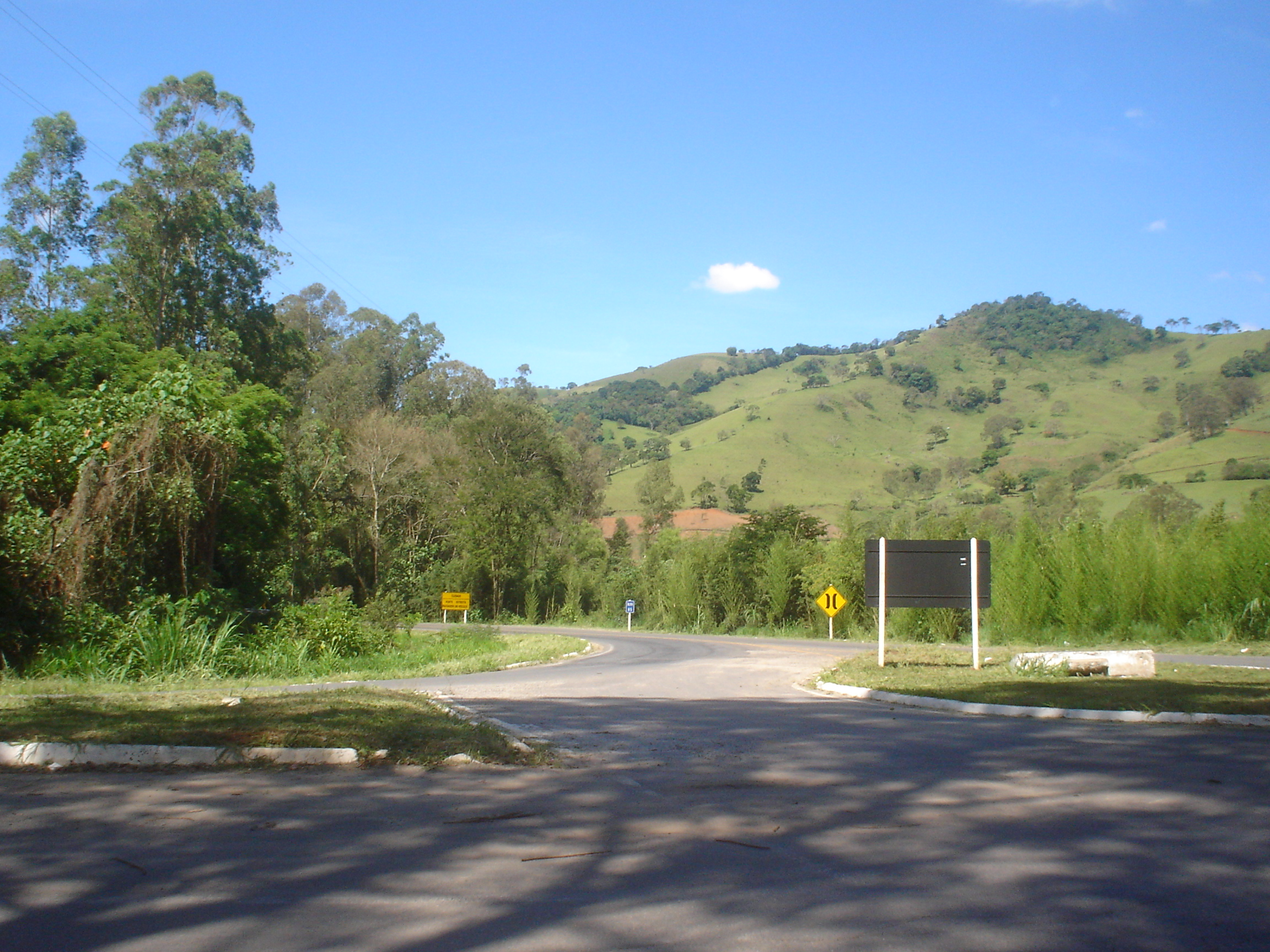
Entroncamento da Rodovia MG-350 com a Rodovia BR-459, em Itajubá.

A principal rodovia que corta o município é a BR-459, que liga Lorena a Poços de Caldas. É a ligação da rodovia Fernão Dias BR-381, que liga São Paulo a Belo Horizonte, com a Rodovia Presidente Dutra BR-116, que liga São Paulo ao Rio de Janeiro.
Além desta rodovia, a MGC-383 liga o município ao Circuito das Águas, passando por Maria da Fé e Cristina.
A BR-383 liga o município a Campos do Jordão em São Paulo, passando por Piranguçu.
Finalmente a rodovia MG-350 liga o município de Itajubá ao Vale do Paraíba em São Paulo e Rio de Janeiro, passando por Delfim Moreira.

## Índice de Desenvolvimento Humano
O município possui a parcela do Índice de Desenvolvimento Humano referente à longevidade com valor de 0,884, considerado muito alto. O de educação é 0,718 e o de renda, 0,767.

## Economia

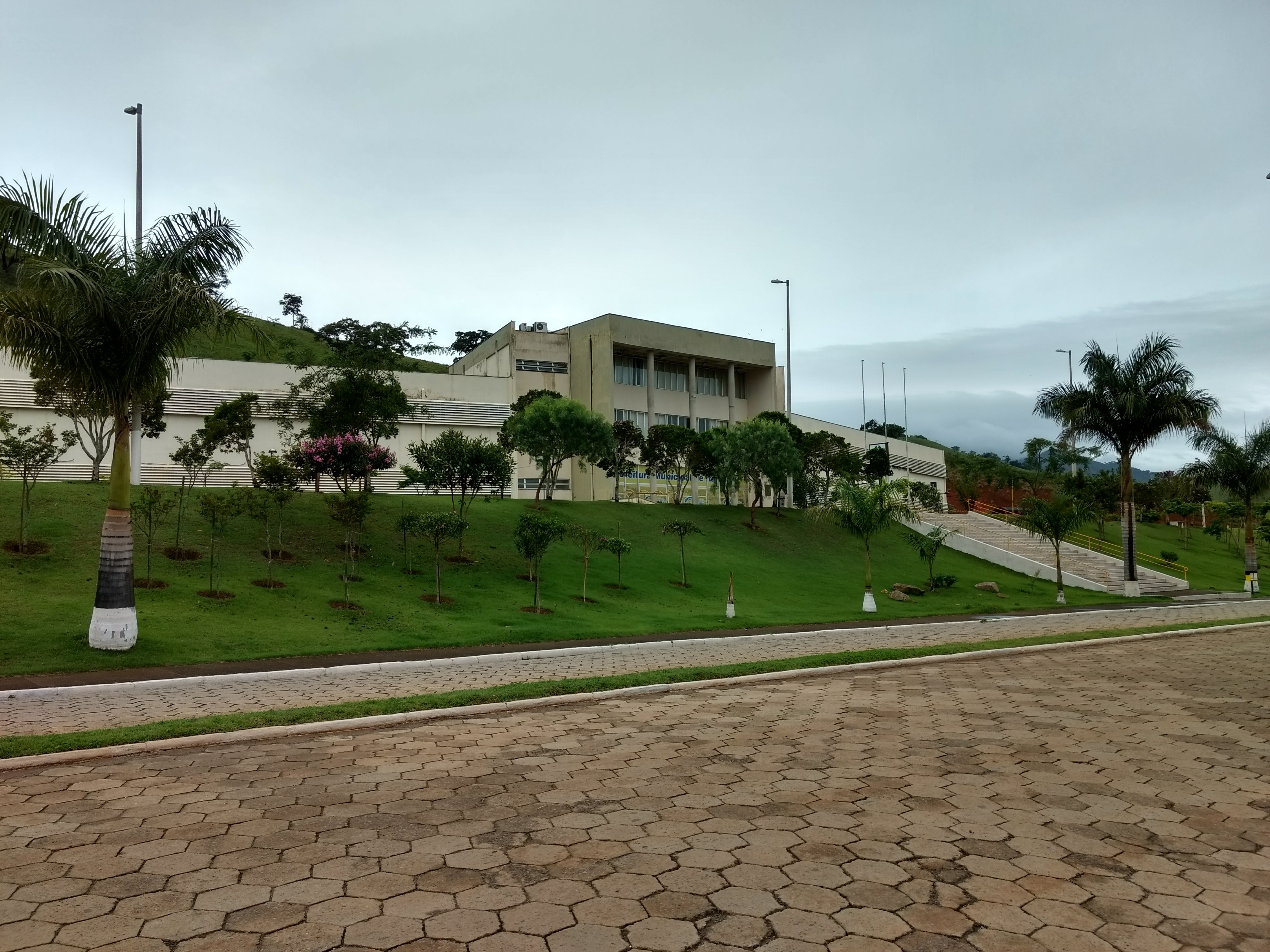
Sede da prefeitura municipal

O município de Itajubá é o um dos centros urbanos mais importantes da região, concentra e distribui bens e serviços para os municípios limítrofes.

### Indústria
O município possui um dos maiores distritos industriais da região sul de Minas Gerais, com indústrias de grande e médio porte. Muitas encontram-se em fase de expansão e formação de novos postos de trabalho, empregando, hoje, entre 9 000 e 10 000 pessoas.[carece de fontes?]
Em 20 de junho de 2023 a Comissão de Educação e Cultura, do Senado Federal, aprovou o Projeto de Lei 2.653/2022, que confere ao município o título de Capital Nacional da Produção de Helicópteros.

### Transporte urbano
O município possui uma empresa que faz a ligação entre o movimentado centro da cidade e os demais bairros urbanos e rurais. A empresa conta com dezoito linhas para atender à população. Sua frota está adaptada para oferecer acessibilidade aos indivíduos portadores de necessidades especiais.[carece de fontes?]

### Agropecuária
O principal produto agrícola do município é a banana. Destacam-se, também, o cultivo do milho, a pecuária bovina e suína e, em menor escala, a cafeicultura.[carece de fontes?]

### Comércio

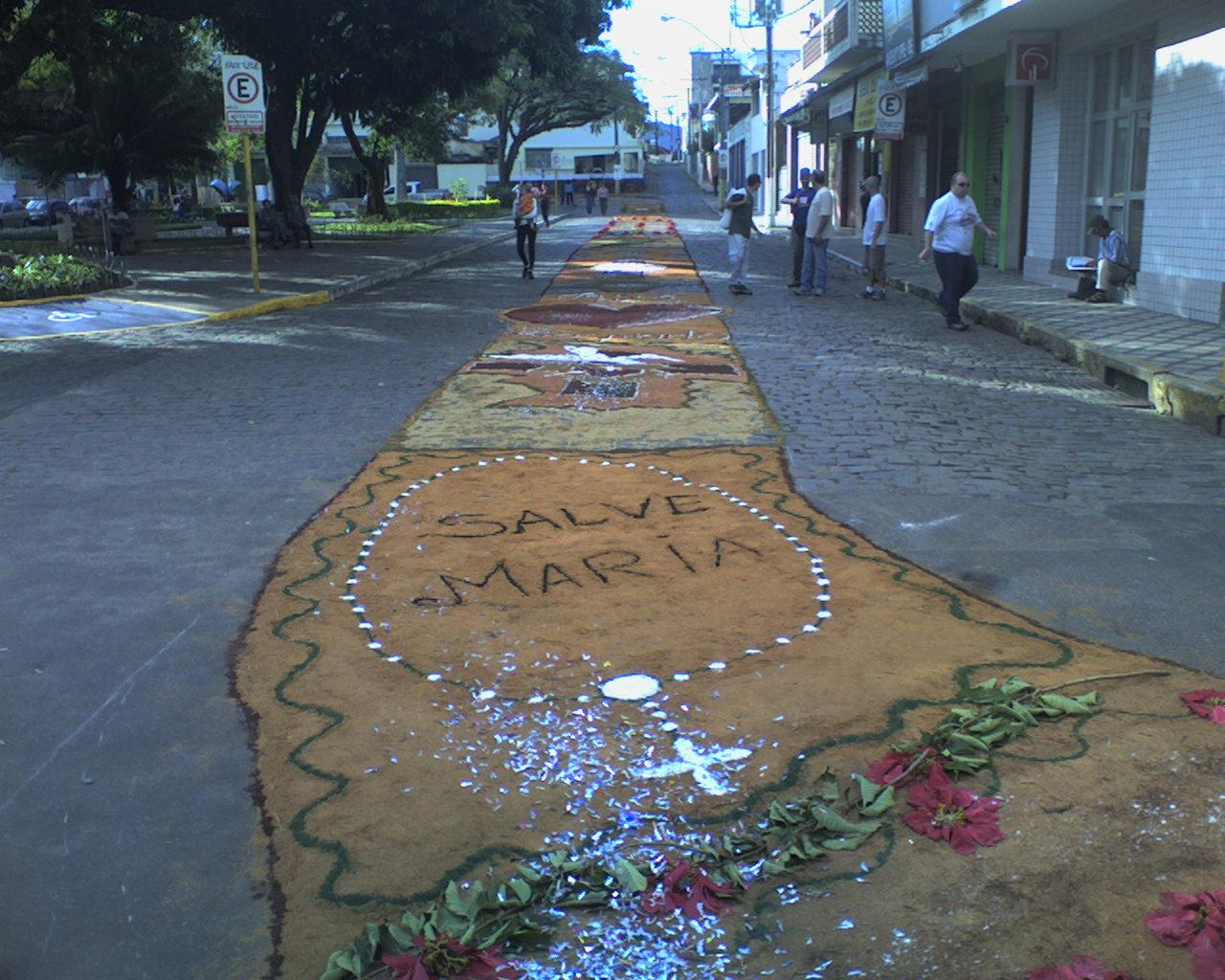
Tapete de serragem nas ruas da cidade, no dia de Corpus Christi.

O comércio varejista do município é bem diversificado contando, atualmente, com mais de 400 estabelecimentos comerciais registrados na Associação Comercial, Industrial e Empresarial de Itajubá. A Cidade conta com grandes redes de lojas como Casas Bahia, Lojas Cem, Casas Pernambucanas, Ponto frio, Magazine Luiza,Vera Cruz Florarte, Casa Joka, Lojas Edmil, Le Postiche, entre muitas outras. Com o crescimento do comércio na cidade, há um projeto na CDL - Camara de Dirigentes e Lojistas de reformar o centro comercial da cidade para aquecer o comércio de Itajubá.[carece de fontes?]

## Educação e ciência
A cidade possui uma forte vocação na área de educacional, contanto com excelentes escolas de primeiro e segundo graus, e instituições universitárias de fama nacional.

### Educação básica
Conta atualmente com dezessete escolas particulares, treze estaduais, 33 escolas municipais, entre ensino infantil e fundamental, e quatro de ensino técnico. Está presente, também o CESEC (Centro de Estudos Supletivos de Educação Continuada "Padre Mário Penock"). Também estão presentes escolas mantidas pelo SESI, SENAI, SENAC e Fundação Bradesco. Possui uma das menores taxas de analfabetismo em todo país, e devido ao grande número de pesquisadores pós-graduados, encontra-se entre os expoentes da pesquisa científica brasileira e mundial. Um exemplo disto é o Laboratório Nacional de Astrofísica (LNA), cuja sede encontra-se em Itajubá.
Em 2010 a taxa de escolarização de 6 a 14 anos era de 98,1 %

### Educação superior

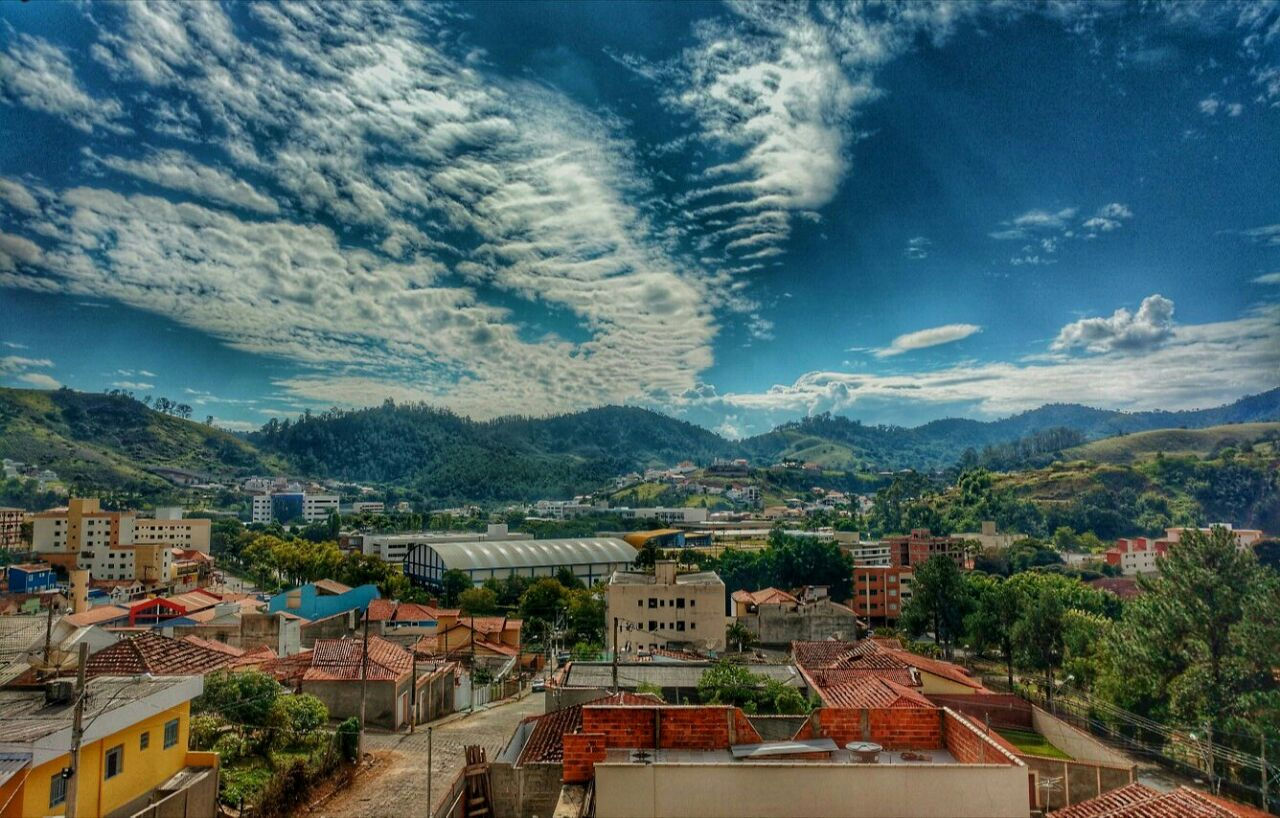
Vista para a Universidade Federal de Itajubá

Itajubá é também reconhecida nacionalmente por ter um dos melhores sistemas de ensino universitário do país. Possui cinco estabelecimentos de ensino superior fundados na própria cidade (Universidade Federal de Itajubá, Faculdade de Medicina de Itajubá, Escola de Enfermagem Wenceslau Braz, Centro Universitário de Itajubá e Faculdade de Ciências Sociais Aplicadas do Sul de Minas) além de pólos de instituições de outros municípios (Universidade Norte do Paraná, Universidade São Francisco, Universidade Paulista, Universidade Cruzeiro do Sul, Centro Universitário de Maringá, Centro Universitário do Sul de Minas, Centro Universitário Internacional).

### AIESEC
O município conta desde 2005 com uma sede da AIESEC, uma plataforma internacional que trabalha com desenvolvimento de liderança e intercâmbio de estudantes.

## Cultura

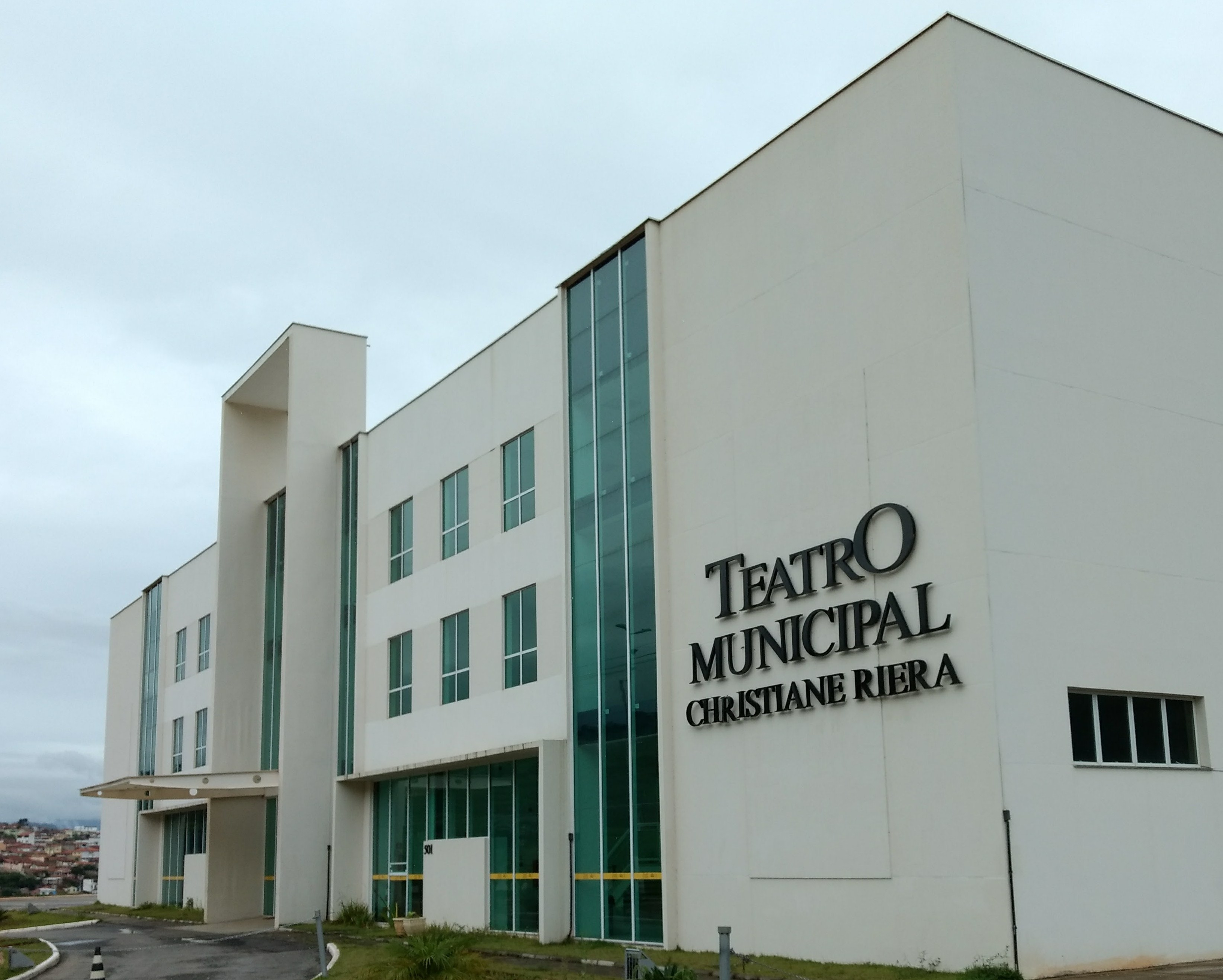
Teatro Municipal Christiane Riera

Itajubá é vocacionada para todos os segmentos da cultura e das artes, promovendo festivais e exposições nas artes plásticas, cênicas, musicais, literárias e artesanato. Entre os festivais se destaca o FICA (Festival Itajubense de Cultura e Arte), realizado desde 2011 e que reúne cerca de 100 atrações em música, teatro e dança.

### Veículos de comunicação
Itajubá possui cinco emissoras de rádio FM (Rádio Jovem FM, Rádio Panorama, Rádio Max FM, Rádio Futura e Rádio Itajubá) e sete sistemas de comunicação pela Internet: TV DA SOLEDADE (Orgão oficial da Paróquia Nossa Senhora da Soledade), TV ITAJUBÀ, RÁDIO ESTÉREOSUL, DIÁRIO DE ITAJUBÁ, CONEXÃO ITAJUBÁ, ITAJUBÁ NEWS e PORTAL ONDA SUL.
Também há veículos de comunicação impressos, como as revistas Guia da Mantiqueira - Itajubá e Região; Charme e It's Itajubá. Há também na cidade um jornal semanal: O Itajubá Notícias.

### Artes
O município é considerado a capital mineira do canto coral por construir, ao longo de vários anos, uma tradição em encontros e laboratórios de cantores e regentes de todo o Brasil e do exterior. Possui duas feiras de artesanato onde três associações de artesãos expõem seus trabalhos na praças Wenceslau Braz e Getúlio Vargas aos finais de semana.

### Arqueologia

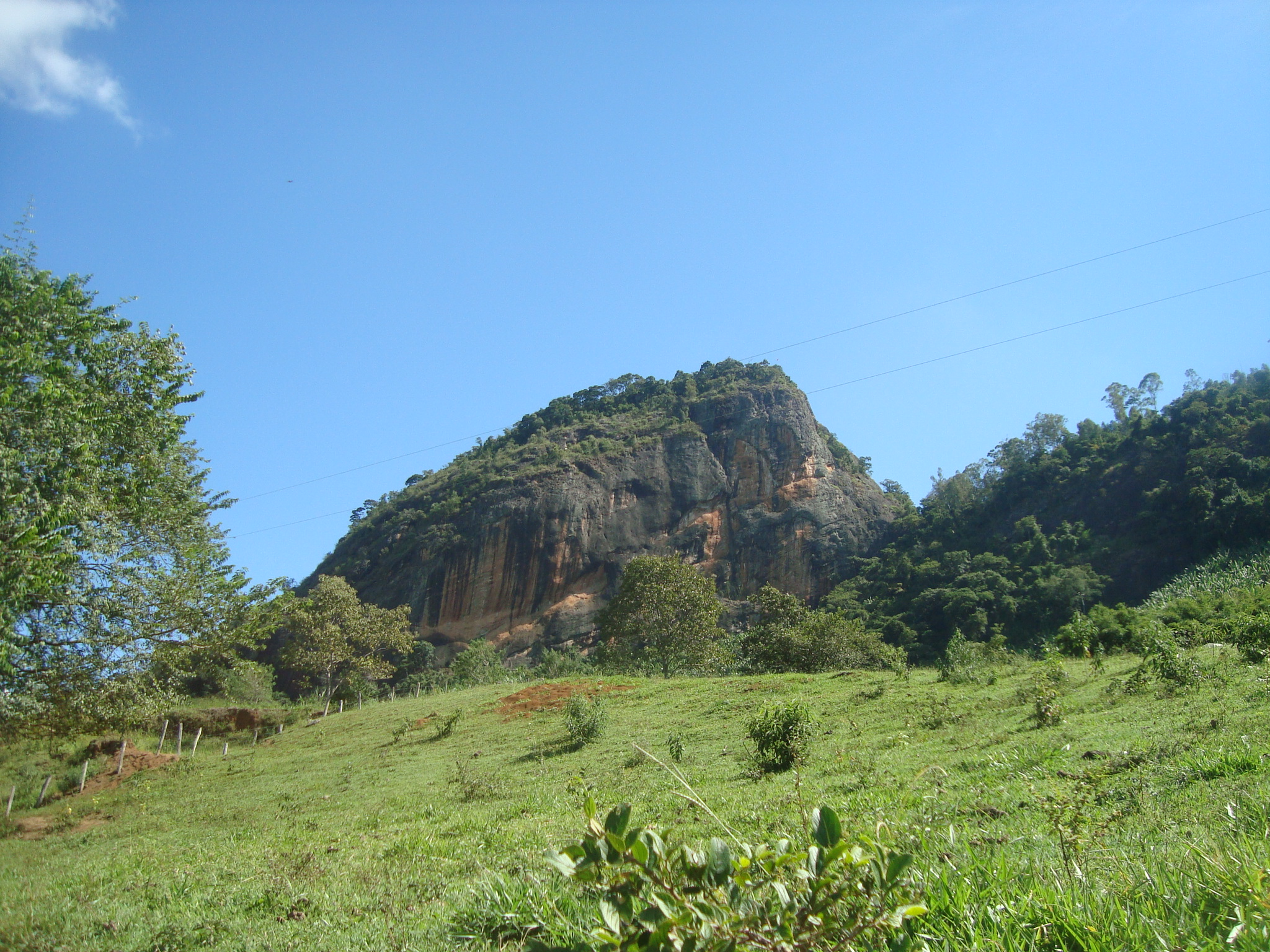
Pedra Vermelha, localizada no bairro Anhumas.

É registrada no Instituto Estadual de Patrimônio Histórico e Artístico, com sítios arqueológicos pré-históricos e históricos. É aberta ao público a visitação dos seguintes sítios: Fazenda da Figueira (Rio Manso, distrito de Lourenço Velho); Fazenda do Capitão Pimenta, avô do cientista Vital Brasil, localizada no Rio Manso; sítio arqueológico das Anhumas (Bairro Anhumas).

### Teatro e cinema
Há na cidade o Teatro Municipal Christiane Riera e dois cinemas: Cine A (no parque da cidade) e o Cine Clube Itajubá.

Entre os espaços culturais da cidade, destacam-se o Espaço Técnico Cultural Luís Teixeira, o Espaço Cultural Padre Mário Penock, a Biblioteca Municipal Antônio Magalhães Lisboa, o Centro Técnico Cultural Prof. Pedro Mendes dos Santos, o Espaço Cultural João Batista Brito e o anfiteatro Albert Sabin da Faculdade de Medicina de Itajubá.

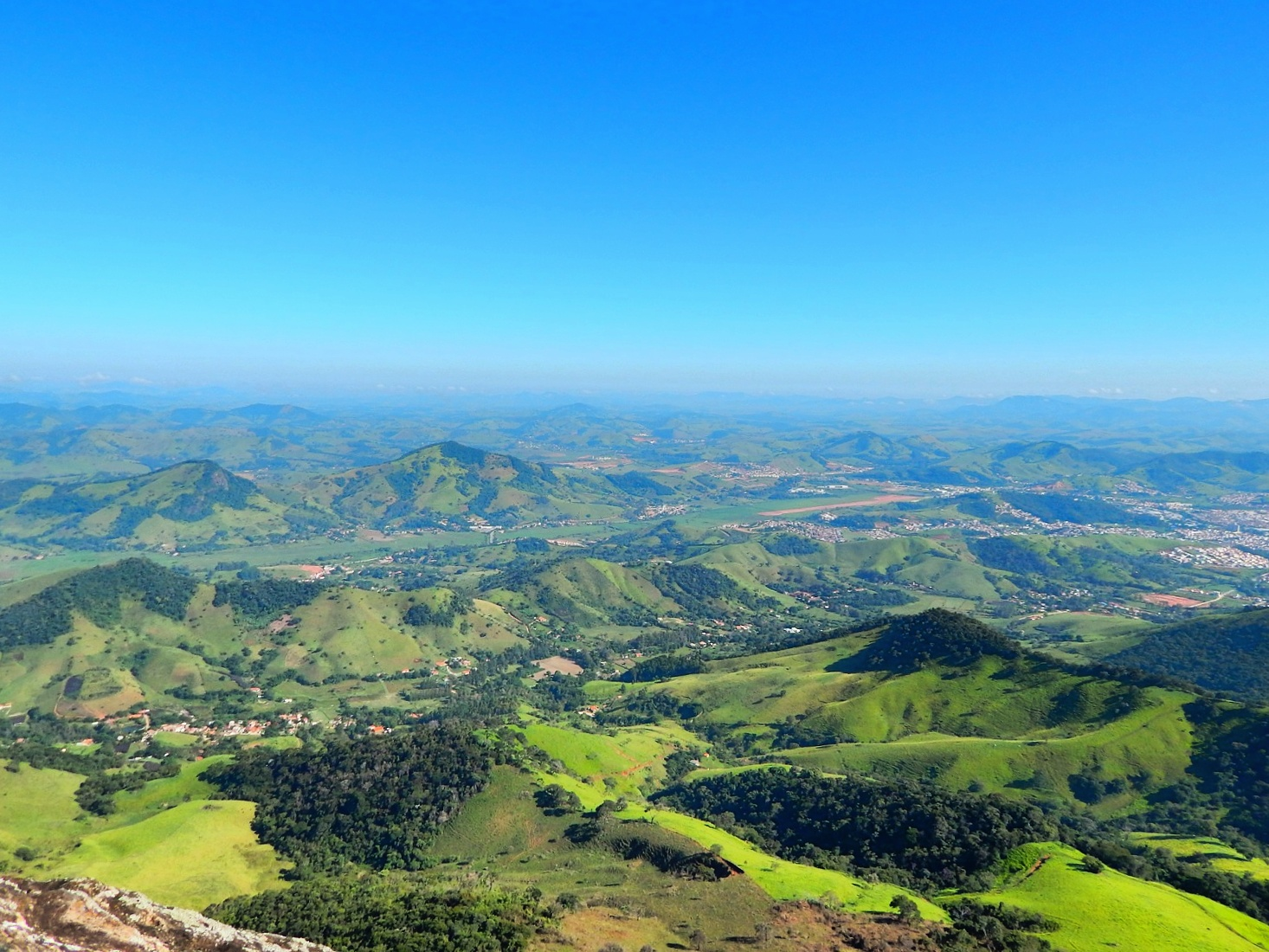
Vista da Pedra Aguda.

Entre as peças de teatro, destaca-se o "Curso de Porte e Postura", uma peça do Grupo Três à Solta, que já está em cartaz há mais de quinze anos.

### Ecoturismo
Uma das principais vertentes do turismo itajubense é o ecoturismo. O município integra o circuito turístico dos Caminhos do Sul de Minas.
Entre as principais atrações turísticas, encontra-se a Reserva Biológica da Serra dos Toledos (não é aberta a visitação, mas possui belas atrações naturais no seu entorno), o Horto Florestal Anhumas; a Fazenda Figueira, a Pedra Aguda, o sítio arqueológico das Anhumas.[carece de fontes?]

### Visitação

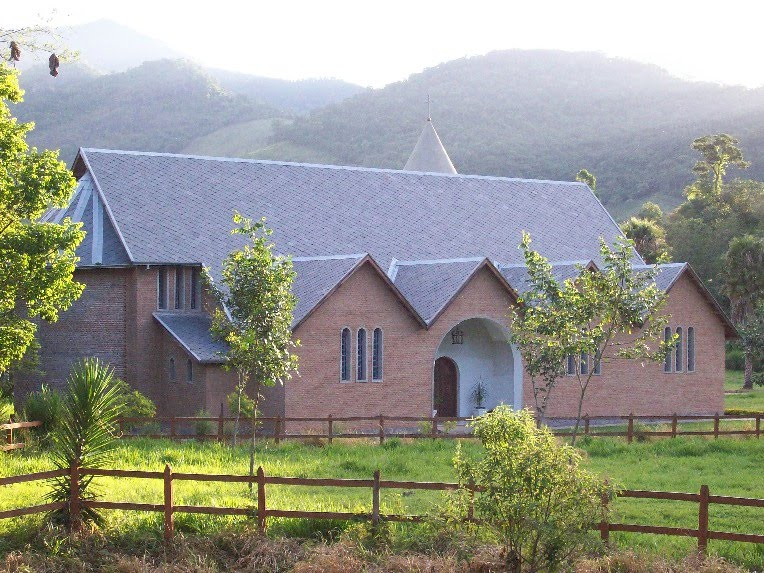
Capela de São Miguel Arcanjo - Comunidade Sol de Deus, Itajubá, Minas Gerais.

Há na cidade muitos casarões históricos, entre eles: A Casa Rosada, antiga residência do ex-presidente da república, Wenceslau Brás; o Edifício da Santa Casa de Misericórdia, o Edifício do Grande Hotel (um dos mais antigos), o Edifício da Fundação Teodomiro Santiago; o Palacete de Isaltino Faria (Antigo Gabinete do Prefeito), o Prédio da Câmara Municipal (Antigo Fórum), a antiga Estação Ferroviária (Museu Wenceslau Braz). Também há a igreja Matriz de Nossa Senhora da Soledade, padroeira local e de arquitetura neorromântica; o Santuário de Nossa Senhora da Piedade que durante todo o ano recebe milhares de romeiros, Igreja Matriz de São José Operário e santuário de Nossa Senhora da Agonia, Igreja Matriz de São Benedito, Igreja de Nossa Senhora Aparecida (Vila Vicentina), a Capela de Nossa Senhora dos Remédios (Colégio das Irmãs) além de diversas outras igrejas e capelas urbanas e rurais.[carece de fontes?]
Pode-se visitar, ainda, a Igreja Evangélica Assembleia de Deus, que foi uma das pioneiras no processo de evangelização entre as igrejas protestantes no sul de Minas Gerais. Hoje, a Assembleia de Deus de Itajubá (Ministério Missão - Pastor Presidente - Levi Faria)conta com mais de 70 congregações espalhadas por vários pontos da cidade e também com igrejas em outros estados e em outros países,é uma instituição de credibilidade no município.[carece de fontes?] Possui também 8 igrejas presbiterianas, sendo a Primeira Igreja Presbiteriana de Itajubá fundada como congregação da Igreja Presbiteriana de São João da Cristina, de Maria da Fé no bairro Morro Chic, fundada em 1934.
Um imprescindível local de visitação e peregrinação religiosa é a "Comunidade Sol de Deus", localizada no bairro Santa Rosa. A Comunidade, que foi erguida em na antiga Fazenda Santa Maria, possui uma Capela dedicada à São Miguel Arcanjo, construída com toques de estilo romano e clássico; possui ainda a "Casa de Retiros David" que é sede para inúmeros retiros de Comunidades e Movimentos Religiosos da Igreja Católica; uma Capelinha dedicada à Divina Misericórdia, onde o Santíssimo Sacramento fica exposto para adoração dos fieis durante quase todo o dia; dois pequenos Oratórios, dedicados à São Pio de Pietrelicina e Santa Faustina; e uma pequena Gruta natural na encosta da montanha, dedicada à Nossa Senhora Aparecida. Enfim, um local de natureza belíssima, cercado de montanhas, com um silêncio acolhedor, onde experimenta-se a presença de Deus e o convite à oração.[carece de fontes?]

### Esporte e lazer

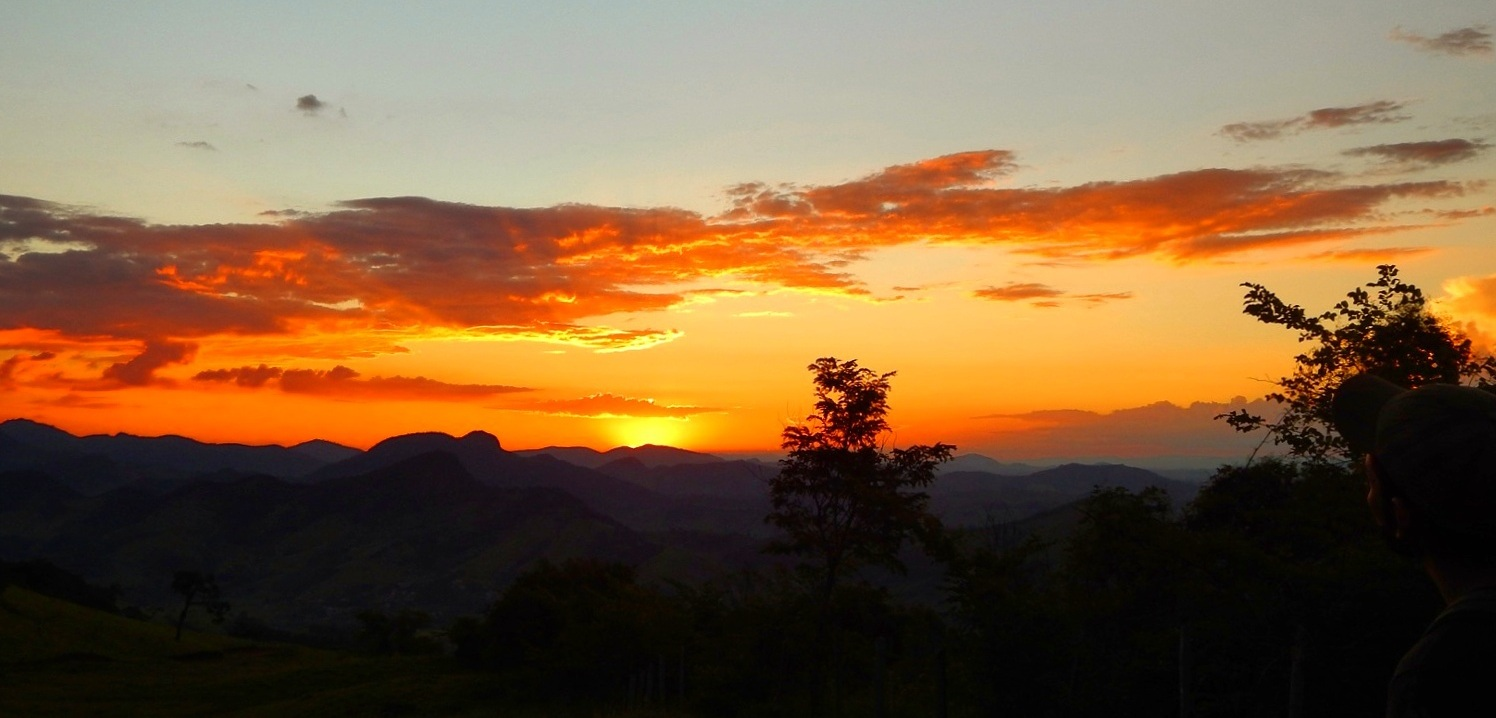
Pôr do Sol assistido no Pico da Pedra Aguda

A cidade se destaca em várias modalidades esportivas. Com destaque merecido, o tênis de mesa é um dos principais esportes praticados na cidade. Fez e faz grandes campeões mineiros e nacionais. Também há grande destaque para o basquetebol masculino, o voleibol feminino, e o futsal masculino, que já conquistou o cobiçado título da Taça EPTV de Futsal (Adulto) e é a atual campeã da Copa Alterosa e JIMI(1º e 2º fases), por mais de uma vez o título da Liga Sul Mineira de Futsal (Infantil e Juvenil) e também os Jogos da Juventude do Sudoeste de Minas e Jogos Infantis do Sudoeste de Minas (duas vezes) a equipe já contribuiu na formação de grandes cidadãos, mas também de um dos atletas da melhor equipe de futsal do país a Malwee de Jaraguá do Sulo Atleta Augusto César que disputa a Liga Nacional de Futsal.[carece de fontes?]
Possui três grandes clubes de esporte e lazer, a seguir: Clube Itajubense, Country Club e Clube Dezesseis de Julho, da fábrica de Armas IMBEL.

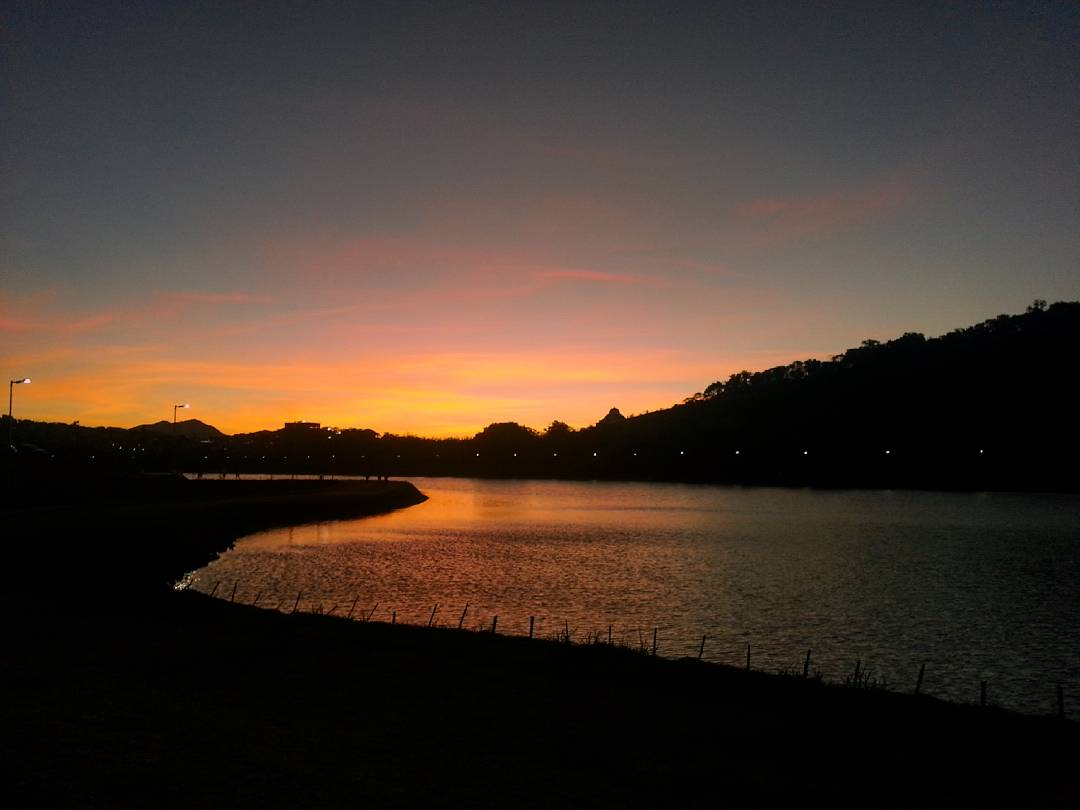
Lago do Parque Municipal de Itajubá

Têm sede em Itajubá dois clubes de futebol: A Sociedade Desportiva Yuracan Futebol Clube, clube pelo qual teve em suas categorias o jogador brasileiro Diego Costa, naturalizado espanhol e que defende as cores da Espanha, e o Smart Club, ambos com estádio próprio.[carece de fontes?]
Hoje, Itajubá se destaca também na atividade de escalada esportiva devido a qualidade e quantidade de rochas existentes na região. Muitos atletas locais estão se sobressaindo no cenário da escalada esportiva nacional devido ao incentivo de empresas especializadas no ramo.[carece de fontes?]
Itajubá é berço do hexacampeão Brasileiro de Motocross Massoud Nassar Neto, que tem no currículo participações em corridas representando o Brasil na Europa e nos Estados Unidos.
Itajubá possui um parque construído através de parceria pública-privada, sendo este uma das principais áreas utilizadas pela população para a prática de esportes, além da área esportiva da Universidade Federal de Itajubá e das diversas academias à céu aberto espalhadas pela cidade.[carece de fontes?]

#### Clubes
São encontrados na cidade diversos clubes esportivos, destacando-se: Associação Atlética Banco do Brasil (AABB), Clube XVI de Julho (IMBEL), Clube dos Trabalhadores, Clube Itajubense (sede urbana e sede campestre), (CRESPI)Clube Recreativo Esportivo dos Servidores Públicos de Itajubá, Itajubá Country Club, Itajubá Tenis Clube, Smart Futebol Clube e Yuracán Futebol Clube. Possui três clubes futebolísticos, dois deles participantes do campeonato mineiro. Há também o Clube Montês Itajubense, entidade criada em 2003 para organizar e difundir as atividades e esportes praticados em Montanha, zelando pela preservação do meio ambiente e gerando renda através do ecoturismo a propriedades rurais desacreditadas com as culturas tradicionais de subsistência.[carece de fontes?]

#### Ginásios e estádios
A cidade possui oito ginásios poliesportivos e três estádios de futebol. Há um ginásio de escalada esportiva no bairro da Boa Vista, um dos mais completos do país. Também é uma boa opção de lazer o Parque Anhumas.

## Hino
O hino oficial do município foi instituído em 1985, a letra é de Gildes Bezerra e a música de Luís Celso de Carvalho.
A primeira gravação utilizada do Hino de Itajubá foi executada pelo tecladista Assis Rennó e interpretada pela cantora Cristiane Venâncio em parceria com o Estúdio ZAMA no ano de 1997.[carece de fontes?]

## Personalidades itajubenses
- Ver Biografias de itajubenses notórios